# Кобильник Андрій Петрович
Андрій Петрович Кобильник (7 грудня 1995, с. Футори, Україна — 4 липня 2022, Херсонська область, Україна) — український військовослужбовець, матрос Збройних сил України, учасник російсько-української війни. Кавалер ордена «За мужність» III ступеня (2023, посмертно).

## Життєпис
Андрій Кобильник народився 7 грудня 1995 року в селі Футорах, нині Зборівської громади Тернопільського району в багатодітній сім'ї.
Навчався в Футірській початковій школі (2007), Зборівській загальноосвітній школі № 2, Божиківській та Литвинівській загальноосвітніх школах. Закінчив Тернопільське вище професійне училище № 4 імені Михайла Паращука (2015, спеціальність — маляр, штукатур, плиточник).
З початком повномасштабного російського вторгнення в Україну, пішов на війну. Воював на Одещині та Миколаївщині, а згодом і на Херсонщині, де й загинув 4 липня 2022 року внаслідок артилерійських обстрілів.
Похований 8 липня 2022 року.
Залишилася дружина та син.

## Нагороди
- орден «За мужність» III ступеня (25 травня 2023, посмертно) — за особисту мужність, виявлену у захисті державного суверенітету та територіальної цілісності України, самовіддане виконання військового обов'язку[1].